# Kreuzbach (Werse)
Der Kreuzbach ist ein 14,3 Kilometer langer rechtsseitiger Zufluss der Werse; der Oberlauf wird auch als Glanderbecker Bach bezeichnet. 

## Verlauf
Der Bachlauf entsteht an einer Anhöhe in der Bauerschaft Besterfeld südöstlich von Telgte und fließt zunächst in westliche und dann in südliche Richtungen durch die Bauerschaft Berdel, wo westlich des Flugplatzes Münster-Telgte der Berdelgraben und ein namenloser Bach von links zufließen. Der Kreuzbach wendet sich wieder nach Westen und Norden und durchfließt dabei die gleichnamige Bauerschaft. Er nimmt von links Krumme Bach, Flachsbach und Wörbach auf, unterquert die Straße Alter Mühlenweg und mündet im Münsteraner Stadtteil Handorf in die Werse.

## Flussbadeanstalt
Im Mündungsbereich des Kreuzbachs in die Werse sind noch Reste einer im Jahr 1924 durch den Verein Deutsche Jugendkraft (DJK) betonierten Nichtschwimmerbeckens einer Flussbadeanstalt zu erkennen, welches an mehreren Stellen durch Treppenstufen erreichbar war. Um den Kreuzbach nicht aufzustauen, ließ man einen Durchlass offen. Nach dem Zweiten Weltkrieg wurde das Bad als Betriebsbadeanstalt der VEW Münster benutzt und später aufgegeben. Bis Mitte der 70er Jahre konnte der Kreuzbach an der alten Badeanstalt nur durch zwei lose nebeneinander liegende sehr wackelige Eisenträger überquert werden, bis dieses Provisorium durch eine stabile Brücke ersetzt wurde. Diese wurde 2020 komplett erneuert.